# Клементинум (Праг)
Клементинум (чеш. Klementinum) је, поред Прашког храда, највећи комплекс историјских зграда у Прагу и један од највећих грађевинских комплекса у Европи. Изграђен је на површини од 2 хектара као академија, високошколски центар који су основали језуити 1556. године. Као образовни центар има дугу и богату историју и до данас је важно место културе и знања. Комплекс је део прашког Старог града. Налази се поред Карловог моста, у историјском центру Прага. 
Клементинум има статус споменика културе од националног значаја. У оквиру комплекса данас се налази Национална библиотека Чешке Републике.

## Име
Име Клементинум комплекс је добио по манастиру Светог Климента у Старом граду (чеш. Staré Město), који је био прво боравиште језуита по доласку у Праг.

## Локација
Велики комплекс Клементинум налази се поред Карловог моста, у историјском центру Прага.

## Историја
Клементинум је био академија који су основали језуити 1556. године. Језуити су у Праг дошли на позив цара Фердинанда I, како би му помогли у његовим контрареформацијским напорима. По доласку су се настанили у некадашњем доминиканском манастиру Светог Климента у Старом граду, поред Карловог моста. Ова мала црква је касније дала име целом комплексу.
У периоду рекатолизације, након пораза бохемских имања 1620. године, дошло је до великог грађевинског бума који се наставио до средине 18. века. Комплекс зграда Клементинума изграђен је на великом простору на ком су се до тада налазиле 32 куће, седам двораца, три цркве, један манастир и неколико башта. Простире се на површини од 2 хектара и један је од највећих грађевинских комплекса у Европи. У оквиру њега су се налазиле три цркве, две куле, школе, факултет, библиотека, позориште, опсерваторија, сопствена штампарија и неколико пространих дворишта. У почетку се Језуитска академија такмичила са Карловим универзитетом, да би се после 1622. године, на иницијативу језуита, ова два универзитета ујединила.
Израдња најстаријег дела комплекса започета је 1653. године, а цео комплекс изграђен је до 30-их година 18. века. Двадесетих година 20. века на једном објекту дозидана су два спрата за потребе универзитетске библиотеке. Све адаптације зграде изведене су са великом пажњом, како би се овај редак историјски амбијент очувао и истовремено прилагодио модерним садржајима и потребама корисника.
У оквиру пројекта Праг 2000 – Европска престоница културе реконструисани су и доступни јавности простори Астрономске куле као и барокне библиотеке.
Комплекс Клементинум има статус споменика културе од националног значаја.

### Значајни објекти у Клементинуму
- Црква светог спаса (чеш. Kostel Nejsvětějšího Salvátora) некада је била главна језуитска црква у Чешкој. Њена изградња започела је 1578. године на темељима готичке цркве Светог Климента и градила се постепено до средине 17. века. Најстарији део цркве је припрата и попречни брод. Црква је богато украшена штукатурама и скулптурама. У цркви се налази ранобарокна исповедаоница украшена статуама Дванаест апостола.
- Италијанска капела, односно Капела Узнесења Богородице (чеш. Kaple Nanebevzetí Panny Marie) налази се поред припрате Цркве Светог спаса. Овалног је облика, саграђена између 1590. и 1597. године. Капела је изграђена за потребе Италијана настањених у Прагу, што и објашњава њен назив Италијанска. Улаз у капелу налази се у Карловој улици.
- Црква светог Климента (чеш. Kostel Svatého Klimenta) налази се поред Италијанске капеле. Изграђена је између 1711. и 1715. године. Спољашњост ове барокне цркве је једноставна, али је ентеријер изузетан и сматра се једним од најлепших барокних ентеријера у Прагу.
- Главна капија, која води у прво двориште, налази се поред цркве Светог Спаса. У овом дворишту налази се статуа прашког студента Јозефа Макса из 1847. године, која је подигнута у знак сећања на студенте који су бранили Праг од Швеђана 1847. године. У другом дворишту се налази улаз у садашњи комплекс библиотеке. Ово шармантно двориште познато је и као Винско двориште у чијем се средишту налази ранобарокни камен као остатак првог водовода у Прагу који су изградили језуити.
- Летња трпезарија (данашња радна соба) налази се у источном крилу и богато је украшена штукатуром.
- Капела огледала налази се иза трпезарије. Име је добила због богатих штукатура у које су уграђена огледала, по чему је и чувена. Данас се у овој капели приређују концерти.
- Астрономска кула највиша је зграда у Клементинуму. Висока је 68 метра и до њеног врха води стрмо степениште са 172 степеника. На куполи торња уздиже се оловна статуа Атласа који држи глобус. Налази се поред Капеле огледала. Историја куле је уско повезана са универзитетским образовањем у којем су математика и астрономија играле важну улогу. Кула је опремљена астрономским инструментима, а астрономска и климатска посматрања и мерења започела су око 1750. године. Штампани радови и рукописи универзитетских астронома одражавају висок ниво науке тог времена. Године 1928. астрономска посматрања су премештена у нову опсерваторију у Ондрејов, док је климатска служба остала на кули до почетка Другог светског рата. Од 1926. Клементинум обезбеђује сигнал за емитовање радио-станице Радиожурнал. Са врха куле пружа се предиван поглед на историјски центар Прага.

На другом спрату Астрономске куле налази се Сала Меридијан, јединствена просторија која се некада користила за одређивање поднева. Због зрака сунца који долази кроз малу рупу у зиду цела просторија функционише као Камера опскура. Светлост која је падала на жицу развучену на поду одређивала је подне, односно тренутак када је сунце у зениту. Током летњег солстиција сноп светлости пада на јужни крај жице, а у зимском солстицију на северни. Од 1842. са Клементинума се најављивало подне махањем заставе, што је од 1891. било праћено и топовским пуцњем са Храдчана. Последњи сигнали поднева објављени су 1928. Реплике сигналних застава су данас изложене на врху куле. На зидовима Сала Меридијан налазе се оригинални астрономски инструменти, два зидна квадранта који су коришћени за мерење угаоне удаљености између небеских објеката и њихове висине изнад хоризонта.
- Барокна библиотека је најлепши простор у Клементинуму. Изграђена је 1722. године. Ентеријер је украшен фрескама на тему науке и уметности, а слика на куполи симболизује Храм мудрости. У овој библиотеци се чува преко 20.000 томова углавном стране богословске литературе, која је у Клементинум долазила од почетка 17. века до новијих времена. Књиге које се налазе у библиотеци су у библиотеци још од времена језуита посебно су обележене. Унутрашњост барокне библиотеке остала је нетакнута од 18. века. Изванредна је и збирка географских и астрономских глобуса у центру библиотеке. То су углавном дела језуита. Међу глобусима су и астрономски сатови.

Марија Терезија је 1777. године библиотеку прогласила јавном и универзитетском библиотеком. Њен директор Карел Рафаел Унгар је 1781. године основао збирку литературе писане на чешком језику под називом Biblioteca Nationalis, чиме је дао основу за националну библиотеку. Ова колекција се и данас налази у библиотеци под истим именом. Неке од књига из Барокне библиотеке могу се наћи и јавно доступне на Гугл књигама. Данас је Барокна библиотека део Национална библиотека Чешке Републике.
- На фасадама неколико објеката у Клементинуму налазе се сунчани сатови и има их укупно тринаест.[2]

## Галерија слика - ентеријери у Клементинуму
- Капела огледала
- Сала Меридијан
- Барокна библиотека
- Црква светог спаса
- Део ентеријера у комплексу